# Vilhelm Hedqvist
Richard Vilhelm Teodor Hedqvist, född 1 maj 1869 i Lycksele församling, Västerbottens län, död 2 december 1939, var en svensk präst. Han var far till Tor Hedqvist.
Hedqvist blev student vid Uppsala universitet 1885, filosofie kandidat 1886, filosofie licentiat 1889, filosofie doktor 1892 och teologie kandidat samma år. Han var lärare vid Beskowska skolan i Stockholm 1891–94 och lektor vid högre allmänna läroverket i Malmö 1894–1909. 
Hedqvist blev regementspastor vid Norra skånska infanteriregementet i Kristianstad 1898, vid Södra skånska infanteriregementet i Ystad 1901 och kyrkoherde i Skabersjö församling 1909. Han blev teologie doktor i Uppsala 1917 samt kontraktsprost 1927. Han var ordförande i styrelsen för tredje dömstumskoledistriktet från 1910 och inspektör för Malmöhus läns folkhögskola från 1916.